# Physical Markup Language
Physical Markup Language (PML) è un linguaggio di markup basato su XML utilizzato per descrivere oggetti fisici nelle reti. In particolare, questo linguaggio è utilizzato dagli standard RFID per scambiare informazioni.
PML si basa su alcuni concetti fondamentali per modellare gli oggetti fisici sul mondo che ci circonda. In particolare è possibile identificare tre concetti:
- Osservatore o sensore: che legge ed analizza le proprietà degli oggetti fisici. Ad esempio questo può essere un lettore RFID oppure un sensore di temperatura.
- Osservato: l'oggetto fisico di cui vengono misurate alcune proprietà.
- Osservazioni: il valore delle proprietà lette dal sensore sull'oggetto osservato, ossia le misure.

Quindi gli osservatori eseguono osservazioni sugli osservati. Le proprietà lette vengono analizzate e salvate in un documento XML opportunamente formattato secondo un XML Schema definito nella specifica del Physical Markup Language.

## Sintassi
Di seguito è riportato un semplice esempio di PML. È importante notare la tipica organizzazione XML del codice, in cui nel caso specifico le proprietà dell'oggetto osservato sono contenute all'interno del nodo observation, a sua volta contenuto in sensor. L'esempio rappresenta un tag RFID rilevato da un lettore RFID.
```
<?xml version="1.0" encoding="UTF-8" standalone="yes"?>

    
<Sensor
 
xmlns=
"urn:autoid:specification:interchange:PMLCore:xml:schema:1"
>

        
<ns1:ID
 
xmlns:ns1=
"urn:autoid:specification:universal:Identifier:xml:schema:1"
>

             
urn:epc:id:gid:10.2.200

        
</ns1:ID>

        
<Observation>

            
<ns2:ID
 
xmlns:ns2=
"urn:autoid:specification:universal:Identifier:xml:schema:1"
>
 

                 
2
          

            
</ns2:ID>

            
<DateTime>

                
2006-07-11T18:22:26.443-03:30

            
</DateTime>

            
<Tag>
       

                
<ns3:ID
 
xmlns:ns3=
“urn:autoid:specification:universal:Identifier:xml:schema:1"
>

                    
urn:epc:id:gid:2.2.223

                
</ns3:ID>

            
</Tag>

        
</Observation>

    
</Sensor>

```